# Винченцо Скамоци
Винченцо Скамоци (на италиански: Vincenzo Scamozzi) е италиански архитект и теоретик на късния Ренесанс и на маниеризма. Активен е във Виченца и Венецианската република през втората половина на 16 век.

## Биография
Роден е на 2 септември 1548 година във Виченца, Италия. Той учи при баща си строителят Джиандоменико Скамоци (1526 – 1582) и с него строи вили в територията на Виченца, където се занимава с ръкописите на Витрув, в коментираното издание на патриархът на Аквилея Даниеле Барбаро. От 1578 до 1580 г. той е в Неапол и Рим и през 1582 пише книга за древността в Рим. От 1580 г. той се установява във Венеция. През 1599 пътува до Прага, Германия и Париж, и през 1600 г. се връща във Венеция.
През 1593 г. започва да строи крепостния град Палманова близо до Удине. През 1604 пътува до Залцбург, където Скамоци съставя плана за новия строеж на катедралата там.
Неговото майсторско произведение е Вила Пизани, наречена Ла рока, в Лониго при Виченца, която строи на 26 години. Той строи театър Сабионета при Мантуа.
Негов ученик е Балдасаре Лонгена († 1682).
Умира на 7 август 1616 година във Венеция на 67-годишна възраст.

## Произведения
- Discorsi sopra le antichità di Roma. 1582. Milano 1991.
- L’idea della architettura universale. 6 книги, Венеция 1615. Bologna 1982.[1]

## Строежи
- Villa di Girolamo Ferramosca, Barbano di Grisignano di Zocco (Виченца) (с Джиандоменико Скамоци), 1568 – 1575
- Palazzo Godi, Виченца, (план), 1569
- Palazzo Thiene-Bonin, Виченца, 1572 – 1593
- Villa di Leonardo Verlato, Villaverla, Виченца, 1574 – 1615
- Palazzo Caldogno, Виченца, 1575
- Villa Pisani, наричана La Rocca в Лониго (Виченца), 1575 – 1578
- Palazzo Trissino-Trento (за Пиерфранческо Трисино), Виченца (с Джиандоменико Скамоци), 1576 – 1579
- Villa des Francesco Priuli, Кастелфранко Венето, (Тревизо), (северното крило), 1580
- Villa Nani Mocenigo в Канда (Ровиго) 1580 – 1584
- Villa Capra наричана Ла Ротонда, Виченца (завършване), 1580 – 1592
- San Gaetano Thiene, Падуа, 1581 – 1586
- Prokuratien, Пиаца Сан Марко, Венеция, 1581 – 1599
- Библиотека Марчана (завършване); 1582 – 1591; приемна зала 1587 – 1596
- Teatro Olimpico, Виченца, (завършване на театъра), 1584 – 1585
- Teatro Olimpico (за херцог Веспасиано I Гонзага), Сабионета при Мантуа, 1588
- Palazzo Duodo, Венеция, 1592
- Вила на Джироламо Контарини, Loreggia, Падуа, 1590
- Църква San Nicolò da Tolentino, Венеция, 1590 – 1595
- Statuario della Repubblica di Venezia, музей, 1591 – 1593
- Манастир San Gaetano Thiene, Падуа, 1591 – 1594
- Villa Duodo e Cappella di San Giorgio, Монселиче (Падуа), 1591 – 1597
- Вила на Валерио Барделини, Монфумо (Тревизо), 1594 – 1600
- Вила на Джироламо Ферети на река Брента, 1596
- Вила на Джроламо Корнаро, Пиомбино Десе, (Падуа) 1596 – 1597
- Вила на Николò Молин, Мандрия, Падуа, 1597
- Княжеска епископска резиденция в Залцбург, 1603/1604
- Врата в църквата Santi Giovanni e Paolo, Венеция, с Алесандро Витория, 1605
- Църква San Giorgio Maggiore, Венеция (фасада), 1607 – 1611
- Вила Корнаро ал Парадизо, Венеция, 1607 – 1616, (Pavillons)
- Вила на Доменико Тревизан, San Donà di Piave, Падуа, 1609
- Palazzo Contarini (degli Scrigni) a San Trovaso на Канал Гранде, Венеция, 1609 – 1616
- Palazzo Loredan Vendramin, Венеция, 1614

## Галерия
- Teatro Sabbioneta Scamozzi, Сабионета
- San Nicola da Tolentino, Венеция
- Teatro olimpico, Виченца
- Villa Molin, Mandria, Падуа
- Palazzo Contarini degli Scrigni, Венеция